# Автомобільні шляхи Львівської області
Автомобі́льні шляхи́ Львівської області — мережа доріг на території Львівщини, що об'єднує між собою населені пункти та окремі об'єкти та призначена для руху транспортних засобів, перевезення пасажирів та вантажів.